# Trận Baecula
Trận Baecula là trận đánh lớn đầu tiên của Scipio Africanus trên chiến trường sau khi ông nắm quyền chỉ huy quân đội La Mã ở Iberia trong Chiến tranh Punic lần thứ hai, trong đó ông đánh tan quân đội Carthage dưới sự chỉ huy của Hasdrubal Barca.

## Chuẩn bị
Sau cuộc tấn công bất ngờ của Scipio và chiếm lấy Tân Carthago, ba đội quân Carthage ở Iberia vẫn tách biệt, và các tướng của họ xung đột với nhau, tạo cơ hội cho người La Mã giải quyết chúng lần lượt.
Đầu năm 208 TCN, Scipio chuyển hướng chống lại Hasdrubal, với lực lượng trú đông tại Baecula, trên thượng nguồn của sông Baetis (ngày nay là Guadalquivir).
Sau khi học tập các phương pháp tiếp cận của người La Mã, Hasdrubal chuyển trại của mình tới một vị trí phòng thủ vững chắc - một cao nguyên cao và sâu, nằm ở phía nam của sông Baecula, nó được bảo vệ bởi khe núi ở bên sườn và con sông phía trước và phía sau.
Sau khi đến, đầu tiên Scipio là không chắc chắn làm thế nào để tấn công một vị trí vững chắc như vậy, nhưng lo ngại rằng hai đội quân Carthage khác có thể tận dụng lợi thế bất động của mình và tham gia với Hasdrubal, ông đã hành động vào ngày thứ ba.

## Trận đánh
Trước khi đợt tấn công chính thức, Scipio đã gửi một đội quân nhằm chặn lối vào thung lũng để tách hai đội quân và một con đường phía bắc dẫn đến Baecula, do đó bảo đảm cho lực lượng chính của mình trong khi bất kỳ nỗ lực quấy rối nào của người Carthage sẽ phải thất bại.
Sau khi triển khai các bước sơ bộ, lực lượng bộ binh nhẹ La Mã tiến đến chống lại quân thù Carthage của họ ở khu vực đầu tiên. Mặc dù có độ dốc lớn và chịu một trận mưa tên tấn công, người La Mã đã không gặp nhiều khó khăn khi đánh bại quân trang bị nhẹ của Carthage một khi họ đánh cận chiến.
Sau khi củng cố lực lượng mình chỉ huy, Scipio tiến hành một cuộc tấn công gọng kìm vào hai bên sườn của trại chính Carthage, bằng cách ra lệnh cho Gaius Laelius dẫn một nửa số bộ binh nặng còn lại tới bên phải vị trí của kẻ thù, và ông tự mình chỉ huy đánh vào bên trái.
Hasdrubal, trong khi đó, theo cảm giác rằng cuộc tấn công của người La Mã chỉ là một cuộc giao tranh nhỏ (Scipio đã giấu quân đội chính của mình trong trại cho đến tận cuộc tấn công cuối cùng), thất bại trong việc triển khai lực lượng chính của ông ta, do đó quân đội thiếu sự chuẩn bị của ông đã bị vây quanh cả ba mặt bởi những người La Mã.
Mặc dù bị mắc kẹt, Hasdrubal đã có thể rút lui mà không bị ngăn cản với voi của mình, đoàn quân trang chính của mình, và hầu hết quân Carthage của ông. Hầu hết tổn thất chính của ông trong trận chiến là quân bộ binh nhẹ và đồng minh Iberia.